# Vaux (Fluss)
Die Vaux ist ein Fluss in Frankreich, der im Département Ardennes in der Region Grand Est verläuft. Sie entspringt beim Ort La Saboterie, im Gemeindegebiet von Signy-l’Abbaye, entwässert generell in südlicher Richtung und mündet nach rund 38 Kilometern an der Gemeindegrenze zwischen Château-Porcien und Barby als rechter Nebenfluss in die Aisne, die hier vom Canal des Ardennes als Seitenkanal begleitet wird.

## Orte am Fluss
- Signy-l’Abbaye
- Lalobbe
- La Neuville-lès-Wasigny
- Wasigny
- Justine-Herbigny
- Inaumont
- Écly